# حصار بايانا
كان حصار بايانا حملة عسكرية لسلطنة الغوريين تحت قيادة محمد الغوري ضد الراجبوت الجادونيين والتي بدأت في عام 1196 حيث هزم الغوريون الراجبوت واستولوا على بايانا. حاصر الغوريون حصن ثانكار واستسلم كومارابالا، ملك جادون راجبوت.

## خلفية
قام محمد الغوري برفقة قائده قطب الدين أيبك بغزو وفتح بايانا في عام 1196. حاصروا حصن ثانكار. بعد أن تكبد كومارباالا، ملك جادون راجبوت، خسائر فادحة، استسلم على ما يبدو لمحمد الغوري.